# Charles Léo Lesquereux
Charles Léo Lesquereux est un paléobotaniste suisse, né le 18 novembre 1806 à Fleurier et mort le 25 octobre 1889 à Columbus (Ohio).

## Biographie
Il est le fils d’Aimé et de Marie Anne Lesquereux. Il est marié à Sophia von Reichenberg. Spécialiste des tourbières, il travaille pour le gouvernement suisse de 1844 à 1848 avant de partir s’installer à Boston. Il travaille auprès de Louis Agassiz sur la formation du charbon et conduit des recherches sur les dépôts de charbon dans l’Illinois, l’Indiana, le Mississippi et le Kentucky.
Membre de la National Academy of Sciences, Lesquereux est notamment l’auteur de Description of the Coal Flora of the Carboniferous Formation in Pennsylvania and Throughout the United States (deux volumes, 1880-1884).